# Фонте (Жиронда)
Фонте (фр. Fontet) насеље је и општина у југозападној Француској у региону Аквитанија, у департману Жиронда која припада префектури Лангон.
По подацима из 2011. године у општини је живело 816 становника, а густина насељености је износила 106,39 становника/km². Општина се простире на површини од 7,67 km². Налази се на средњој надморској висини од 50 метара (максималној 63 m, а минималној 5 m).

## Демографија
| 1962. | 1968. | 1975. | 1982. | 1990. | 1999. | 2011. |
| ----- | ----- | ----- | ----- | ----- | ----- | ----- |
| 577   | 626   | 636   | 672   | 715   | 732   | 816   |

График промене броја становника у току последњих година